# Nuraghe Agnu
Il nuraghe Agnu (IPA : [nuˈraɡe ˈaɲɲu]) è un edificio nuragico situato a Calangianus, nei pressi della tomba dei giganti di Pascaredda e della fonte sacra di Li Paladini, entrambi nel complesso dell'area archeologica di Monti di Deu.

## Descrizione
Si presenta con una struttura a corridoio, costruito interamente in granito.
Possiede un ingresso monumentale, caratterizzato da un architrave, dal quale si entra in un corridoio.
Sui lati hanno luogo due piccoli corridoi che portano l'uno a una cella e l'altro a una seconda uscita. Il corridoio prosegue per tutta la lunghezza del nuraghe e termina sul muro opposto, dove è situata la scala che portava al piano superiore, oggi completamente distrutto.
Nei pressi del nuraghe Agnu è situato il dolmen di Agnu.